# Amphiblestrum auritum
Amphiblestrum auritum är en mossdjursart som först beskrevs av Walter Douglas Hincks 1877.  Amphiblestrum auritum ingår i släktet Amphiblestrum och familjen Calloporidae. Arten är reproducerande i Sverige. Inga underarter finns listade i Catalogue of Life.